# Budisme laic
El budisme laic, budisme ateu, budisme agnòstic, ateisme budista, laïcisme budista o budisme secular és un terme ample per a una forma emergent de budisme que es basa en l'humanisme, el naturalisme, els valors agnòstics i el pragmatisme més que en la religió i nega creences sobrenaturals.
Els budistes laics interpreten els ensenyaments de Buda i els textos budistes d'una manera racional i evidencialista, considerant els contextos històrics i culturals dels temps en els quals Buda visqué i els sutres i textos tàntrics foren escrits. En el context del budisme secular, la doctrina budista pot ser desmuntada en una combinació poc específica de diverses creences tradicionals que poden ser considerades supersticioses i no poden ser demostrades mitjançant el mètode científic: éssers sobrenaturals (com els deves, bodhisattves, nāgues, pretes, etc.), mèrits i la seva transferència mitjançant el karma, el renaixement, la cosmologia budista (incloent-hi l'existència de la terra pura i l'infern Naraka), etc.

## Filosofia
El budisme secular és un moviment que emergeix fortament principalment en el budisme occidental. A diferència d'altres tipus de budisme moderns que tendeixen a ser modificacions d'escoles tradicionals de pensament i pràctica, el budisme laic es fonamenta en una reconfiguració dels elements fonamentals del dharma en si. Per a aquest fi, recupera ensenyaments originals de Siddharta Gautama, el buda històric, tot i que sense diferenciar-se d'"allò que significaven les paraules de Buda". Interpreta els ensenyaments canònics d'una manera que dibuixa el seu significat en el mateix context històric de Buda (la cultura de les planes del Ganges del segle V aC, mentre demostra el seu valor i rellevància per a la població que visqué en aquella època i lloc. Ambdós aspectes d'aquesta interpretació són literalment "laics" en el fet que evoquen la paraula llatina saeculum (una generació o era particular). L'ethos del moviment budista laic pot copsar-se en l'obra de Stephen Batchelor Confession of a Buddhist Atheist.
El budisme secular proposa deixar enrere les creences metafísiques i la soteriologia de la cultura religiosa índia. Aquesta cultura veia la vida humana com una realitat irredimible de patiment en la qual cadascun hauria de buscar la transcendència en una condició més enllà de l'element humà, cosa que pràcticament totes les escoles budistes, així com l'hinduisme i el jainisme han perpetuat.
El budisme secular vol desplegar els ensenyaments de Buda com a guia per a fer prosperar i omplir l'ésser humà i per tant, el món actual. Adoptant aquesta posició postmetafísica, acompanya els ensenyaments amb algunes formes religioses existents en l'ortodòxia budista i que han evolucionat des de la mort de Buda. També rebutja les estructures autoritàries de poder legitimades per les creences del budisme ortodox.